# Кери (Охајо)
Кери (енгл. Carey) град је у америчкој савезној држави Охајо.

## Демографија
По попису из 2010. године број становника је 3.674, што је 227 (-5,8%) становника мање него 2000. године.
| Група             | 2000.         | 2010.         |
| Белци             | 3.743 (95,9%) | 3.494 (95,1%) |
| Афроамериканци    | 6 (0,2%)      | 7 (0,2%)      |
| Азијати           | 68 (1,7%)     | 59 (1,6%)     |
| Хиспаноамериканци | 54 (1,4%)     | 73 (2,0%)     |
| Укупно            | 3.901         | 3.674         |